# Audrain megye
Audrain megye az Amerikai Egyesült Államokban, azon belül Missouri államban található. Megyeszékhelye és legnagyobb városa Mexico. Lakosainak száma 24 962 fő (2020. április 1.). Audrain megye Monroe, Randolph, Boone, Callaway, Ralls, Pike és Montgomery megyékkel határos.

## Népesség
A megye népességének változása:
| Lakosok száma | 25 459 | 25 573 | 25 597 | 25 661 | 26 096 | 24 962 |
|               | 2010   | 2011   | 2012   | 2013   | 2015   | 2020   |